# 富山県道162号西大森寺坪線
富山県道162号西大森寺坪線（とやまけんどう162ごう にしおおもりてらつぼせん）は、富山県中新川郡立山町内を通る一般県道である。

## 概要

### 路線データ
- 起点：富山県中新川郡立山町西大森441番[1]（富山県道68号富山外郭環状線・富山県道366号西大森前沢線交点）
- 終点：富山県中新川郡立山町寺坪字東寺坪64番2[1]（富山県道6号富山立山公園線・富山県道157号寺坪上市線交点）
- 延長：5,457.0m[1]

## 歴史
- 1993年（平成5年）4月1日 - 認定[2]
  - 路線名：一般県道162号西大森道源寺線
  - 起点：富山県中新川郡立山町西大森
  - 終点：富山県中新川郡立山町道源寺
  - 延長：4,463m
- 2010年（平成22年）5月26日
富山県道6号富山立山公園線の指定経路変更[3]に伴い、終点位置を新しい県道6号との交点に移動。
  - 県道の路線認定の一部改正[4]
    - 路線名：一般県道162号西大森寺坪線
    - 起点：富山県中新川郡立山町西大森
    - 終点：富山県中新川郡上市町寺坪

  - 道路区域の決定[1]道路の供用開始[5]

富山県中新川郡立山町西大森441番 から
富山県中新川郡立山町寺坪字東寺坪64番2 まで（延長：5,457.0m）

## 地理

### 通過する自治体
- 富山県
中新川郡立山町

### 交差する道路
- 富山県道68号富山外郭環状線・富山県道366号西大森前沢線（起点：西大森交差点）
- 富山県道161号岩峅寺大石原水橋線（立山町野村）
- 富山県道15号立山水橋線（末三賀（北）交差点）
- 富山県道6号富山立山公園線・富山県道157号寺坪上市線（終点：寺坪交差点）

### 沿線
- 富山地方鉄道立山線
  - 沢中山駅
  - 釜ヶ淵駅
- 立山町立釜ヶ渕小学校
- 釜ケ淵郵便局
- 常願寺川